# Нове Токсово
Нове Токсово (рос. Новое Токсово) — селище у Всеволожському районі Ленінградської області Російської Федерації.
Населення становить 620 осіб. Належить до муніципального утворення Токсовське міське поселення.

## Історія
Від 1 серпня 1927 року належить до Ленінградської області.

## Населення
| 2007 | 2010 | 2017 |
| ---- | ---- | ---- |
| 35   | ↗620 | →620 |